# VEB 로보트론
VEB 로보트론(VEB Robotron, VEB Kombinat Robotron, 독일어: [vaʊ eː beː kɔmbˈnaːt ʁobotʁɔn] 또는 간단히 로보트론, Robotron)은 동독 최대의 전자 제품 제조업체였다. 드레스덴에 본사를 두고 1989년에 68,000명의 직원을 고용했다. 해당 제품에는 개인용 컴퓨터, SM EVM 미니컴퓨터, ESER 메인프레임 컴퓨터, 다양한 컴퓨터 주변 장치는 물론 마이크로컴퓨터, 라디오, 텔레비전 세트 및 쿠키 프레스 Kleingebäckpresse Typ 102를 포함한 기타 품목이 포함되었다.